# Danny Mastrogiorgio
Danny Mastrogiorgio (Mount Vernon, 1964) è un attore, attore teatrale e doppiatore statunitense.

## Biografia
Danny ha studiato recitazione prima al Marin Community College a San Francisco e successivamente alla Juillard Drama School. Ha lavorato anche in teatro.

## Filmografia parziale

### Cinema
- Sleepers, regia di Barry Levinson (1996)
- Sparami stupido! (Friends & Family), regia di Kristen Coury (2001)
- The Producers - Una gaia commedia neonazista (The Producers), regia di Susan Stroman (2005)
- Come d'incanto (Enchanted), regia di Kevin Lima (2007)
- Fighting, regia di Dito Montiel (2009)
- One for the Money, regia di Julie Anne Robinson (2012)
- God's Pocket, regia di John Slattery (2014)
- Mr Cobbler e la bottega magica (The Cobbler), regia di Tom McCarthy (2014)
- Share, regia di Pippa Bianco (2019)

### Televisione
- L'ultimo padrino (The Last Don) – serie TV (1997)
- Law & Order - Unità vittime speciali – serie TV, 5 episodi (2000-2020)
- Instinct – serie TV (2018)
- Bull – serie TV, episodio 5x14 (2020)
- East New York – serie TV, episodio 1x08 (2022)
- Evil – serie TV, episodio 4x02 (2024)

### Doppiatore
- Koda, fratello orso (Brother Bear), regia di Aaron Blaise e Robert Walker (2003)
- Grand Theft Auto - Liberty City Stories - videogioco (2005)
- Underdog - Storia di un vero supereroe (Underdog), regia di Frederik Du Chau (2007)
- Red Dead Redemption - videogioco (2010)

## Doppiatori italiani
Nelle versioni in italiano delle opere in cui ha recitato, Danny Mastrogiorgio è stato doppiato da:
- Antonio Palumbo in Gotham, The Equalizer, Elsbeth
- Nino Prester in Sleepers, The Affair - Una relazione pericolosa
- Davide Marzi in White Collar, The Blacklist
- Maurizio Romano in Law & Order - I due  volti della giustizia (ep. 6x01)
- Roberto Pedicini in Law & Order - Unità vittime speciali (ep. 10x04)
- Pasquale Anselmo in Law & Order - Unità vittime speciali (ep. 13x14)
- Sergio Lucchetti in Law & Order - Unità vittime speciali (ep. 16x07)
- Massimo De Ambrosis in Law & Order - Unità vittime speciali (ep. 22x02)
- Guido Di Naccio ne I Soprano[1]
- Cesare Rasini in Law & Order: Criminal Intent
- Dario Oppido in Elementary
- Andrea Lavagnino in Blue Bloods
- Stefano Billi in The Good Wife
- Vittorio Guerrieri in God's Pocket
- Enrico Di Troia in Billions
- Paolo Maria Scalondro in Bull
- Roberto Fidecaro in Instinct
- Paolo Marchese in American Rust
- Gerolamo Alchieri in East New York

Da doppiatore è sostituito da:
- Massimo Rossi in Koda, fratello orso

## Teatro
- Rocky (2012)